# Ambrella longituba
Ambrella longituba H.Perrier, 1934 è una pianta della famiglia delle Orchidacee, endemica del Madagascar. È l'unica specie nota del genere Ambrella.